# مسجد السليمية (نيقوسيا)
مسجد السليمية (بالتركية: Selimiye Camii)، مسجد يقع في شمال الخط الأخضر من نيقوسيا التابع لقبرص الشمالية. وهو المسجد الرئيسي في المدينة، كان في الأصل كاتدرائية اسمها "آيا صوفيا"، بناها مهندسون فرنسيون في القرن الثالث عشر أثناء حكم سلالة لوزينيان، وتحولت إلى مسجد عام 1570 م بعد أن استولى العثمانيين على نيقوسيا.

## معرض الصور

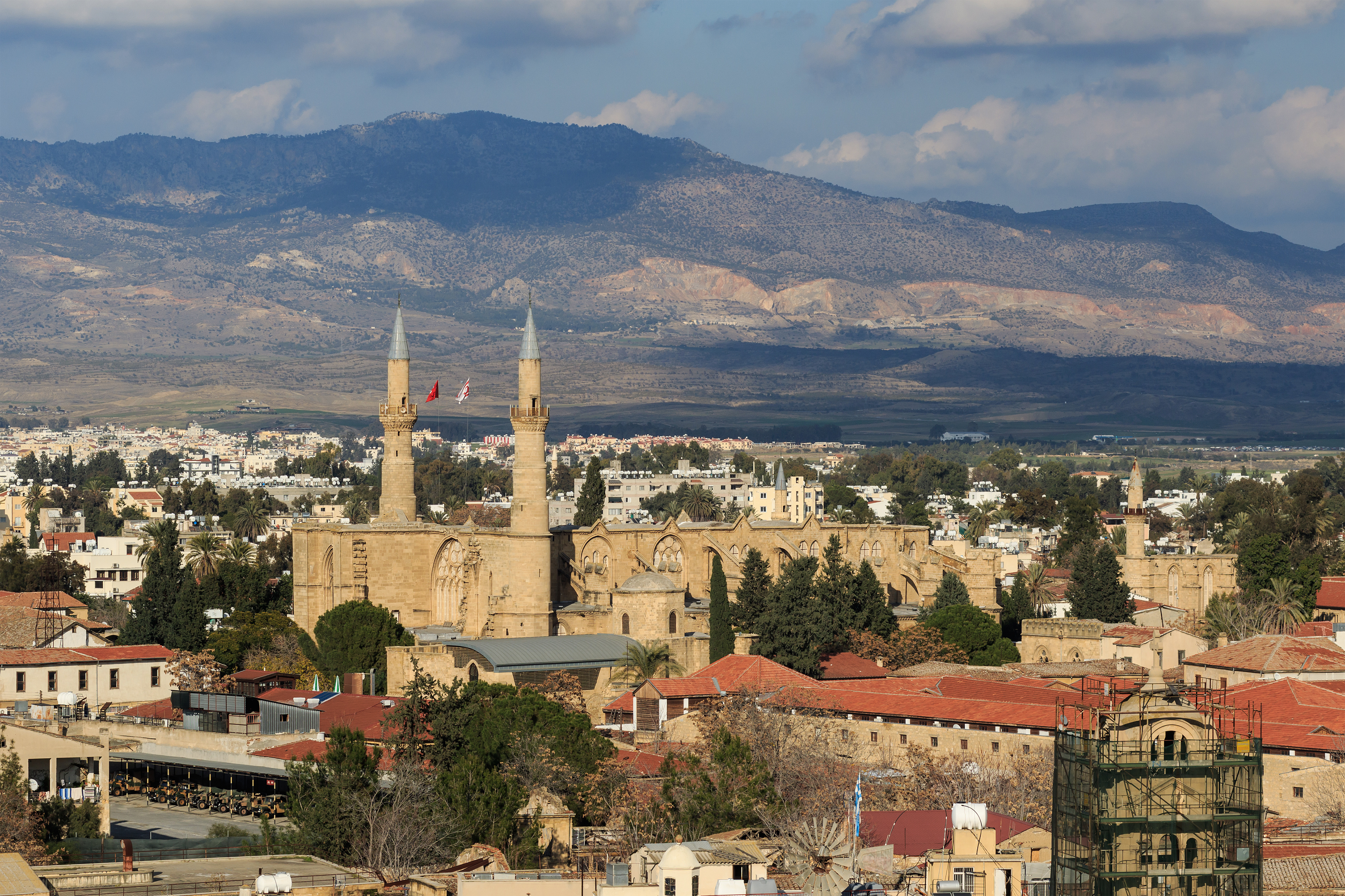
منظر عام
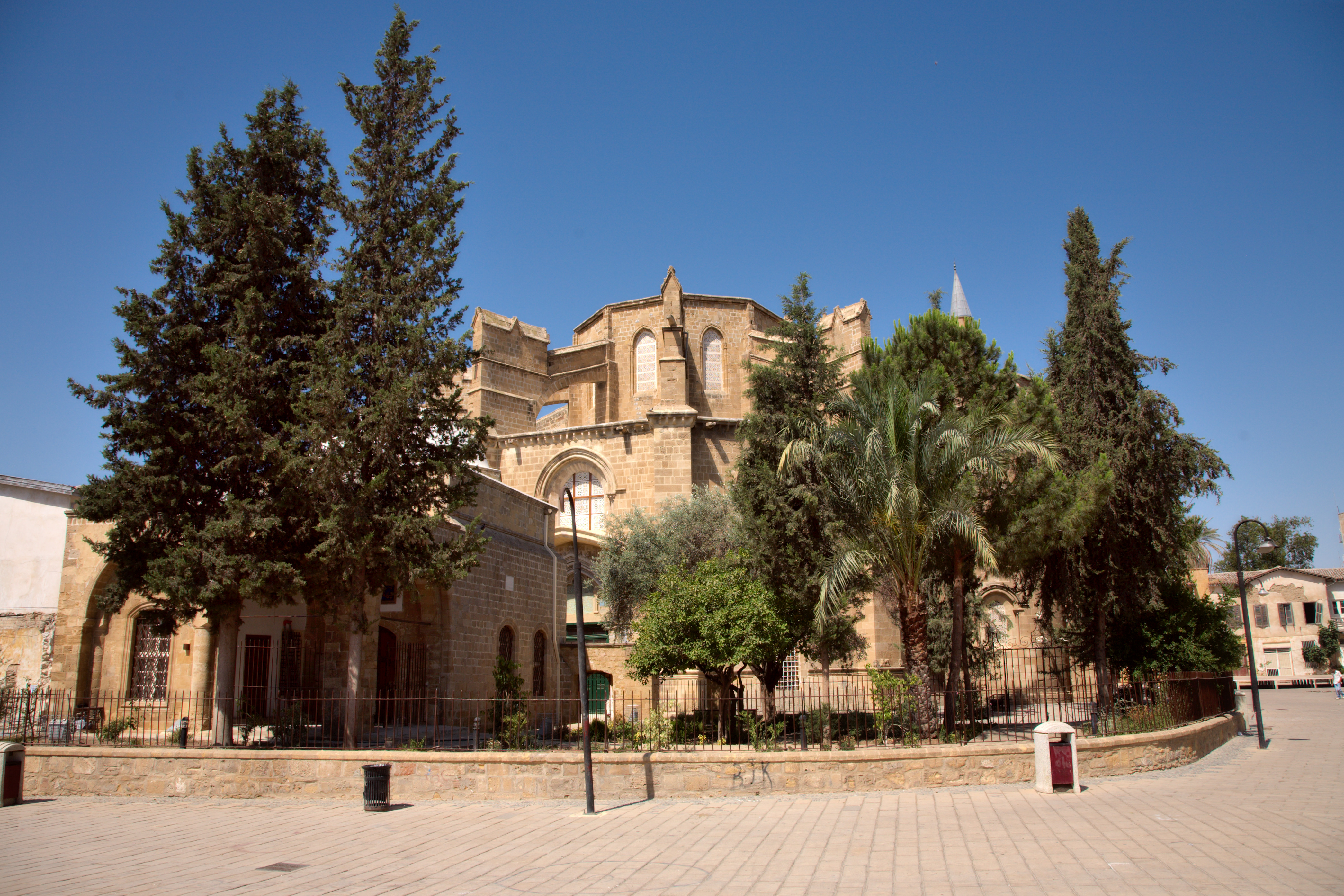
من الجهة الشرقية
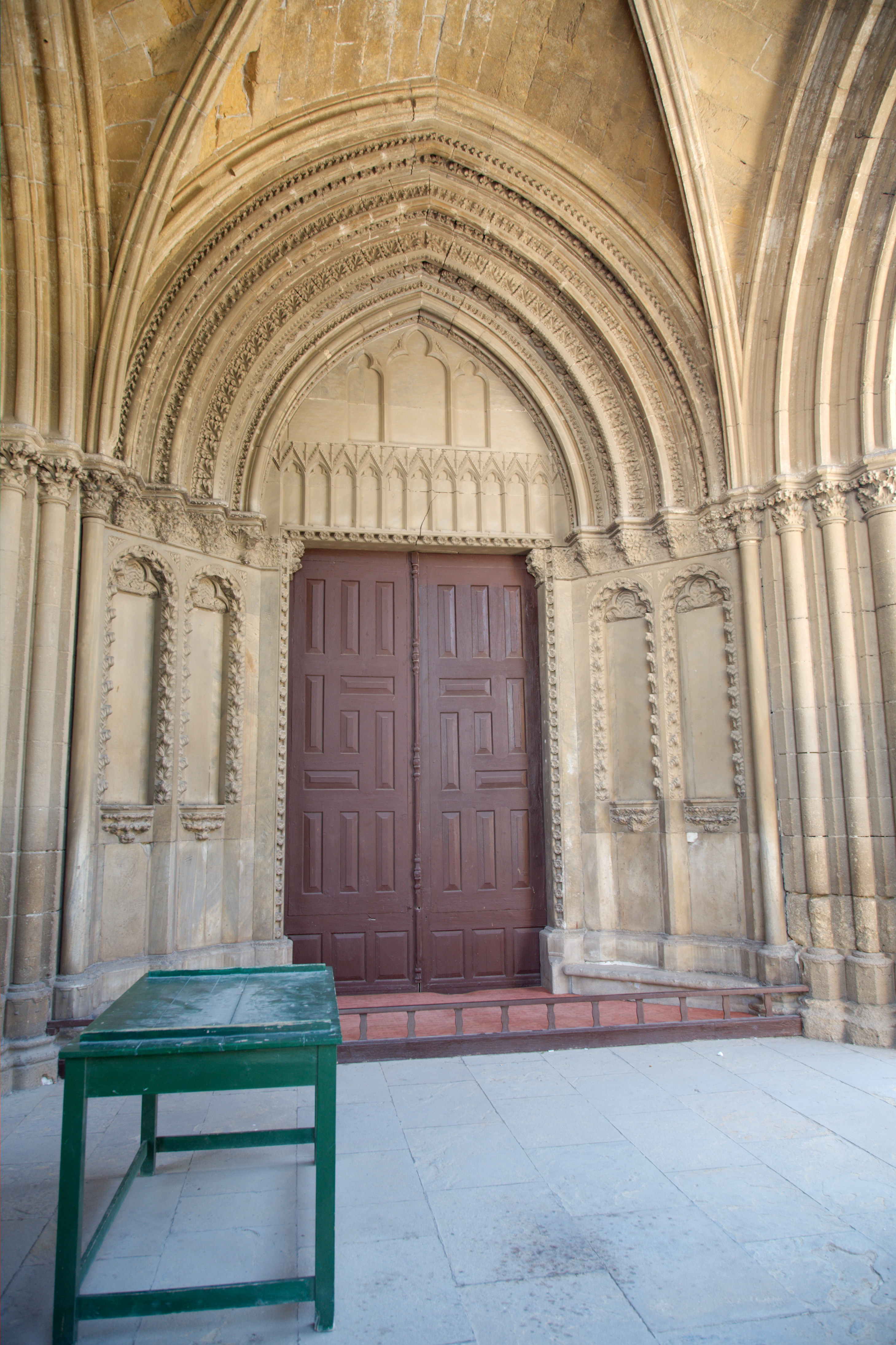

## أعلام
- جون الأول، كونت درو